# 37630 Thomasmore
37630 Thomasmore este o planetă minoră (asteroid), cu un diametru de 2,823 km, din centura de asteroizi. A fost descoperită pe 9 octombrie 1993 la Observatorul La Silla de Eric Walter Elst. 
Obiectul prezintă o orbită caracterizată de o semiaxă mare de 2,2422516 UAi, o excentricitate de 0,18, o înclinație de 2,28352 ° în raport cu ecliptica.